# Acta Polono-Ruthenica
Acta Polono-Ruthenica – rocznik naukowy Instytutu Słowiańszczyzny Wschodniej Uniwersytetu Warmińsko-Mazurskiego w Olsztynie. Pismo publikuje artykuły z zakresu filologii wschodniosłowiańskiej. Komitet redakcyjny tworzą: Bazyli Białokozowicz, Joanna Korzeniewska-Berczyńska, Leontij Mironiuk, Iwona Anna Ndiaye (sekretarz), Walenty Piłat (przewodniczący), Swietłana Waulina.